# داستان اف‌بی‌آی
داستان اف‌بی‌آی (انگلیسی: The FBI Story) یک فیلم درام ۱۴۹ دقیقه‌ای آمریکایی به کارگردانی مروین لیروی و با بازی جیمز استوارت، ورا مایلز، نیک آدامز و ماری همیلتون است که در سال ۱۹۵۹ منتشر شد.

## خلاصه داستان
یکی از ماموران وفادار اف‌بی‌آی سازمان را برای مبارزه علیه گروهی از جنایتکاران سازمان‌یافته و جاسوسان کمونیست آماده می‌کند...

## بازیگران اصلی
- جیمز استوارت
- ورا مایلز
- نیک آدامز
- ماری همیلتون
- لری پنل
- دایان جرگنز
- جین ویلس
- جویس تیلر